# 中山大学孙逸仙纪念医院

民國廿三年六月二日，廣州博濟醫院成立九十九年重建新院奠基典禮紀念碑，由時任私立嶺南大學校校董會主席唐紹儀立。

中山大学孙逸仙纪念医院（英語：Sun Yat-sen Memorial Hospital of Sun Yat-sen University），又名中山大学附属第二医院（简称中山二院），是一家院本部位于广东省广州市越秀区的三级甲等医院，隶属于中山大学，由中华人民共和国国家卫生健康委员会直管。
该院于清道光十五年（1835年）由美国传教士伯駕（Peter Parker）創立，原称博濟醫院（The Canton Hospital），是中國第一家西醫醫院。1886年孙中山曾于此学医和从事革命活动。

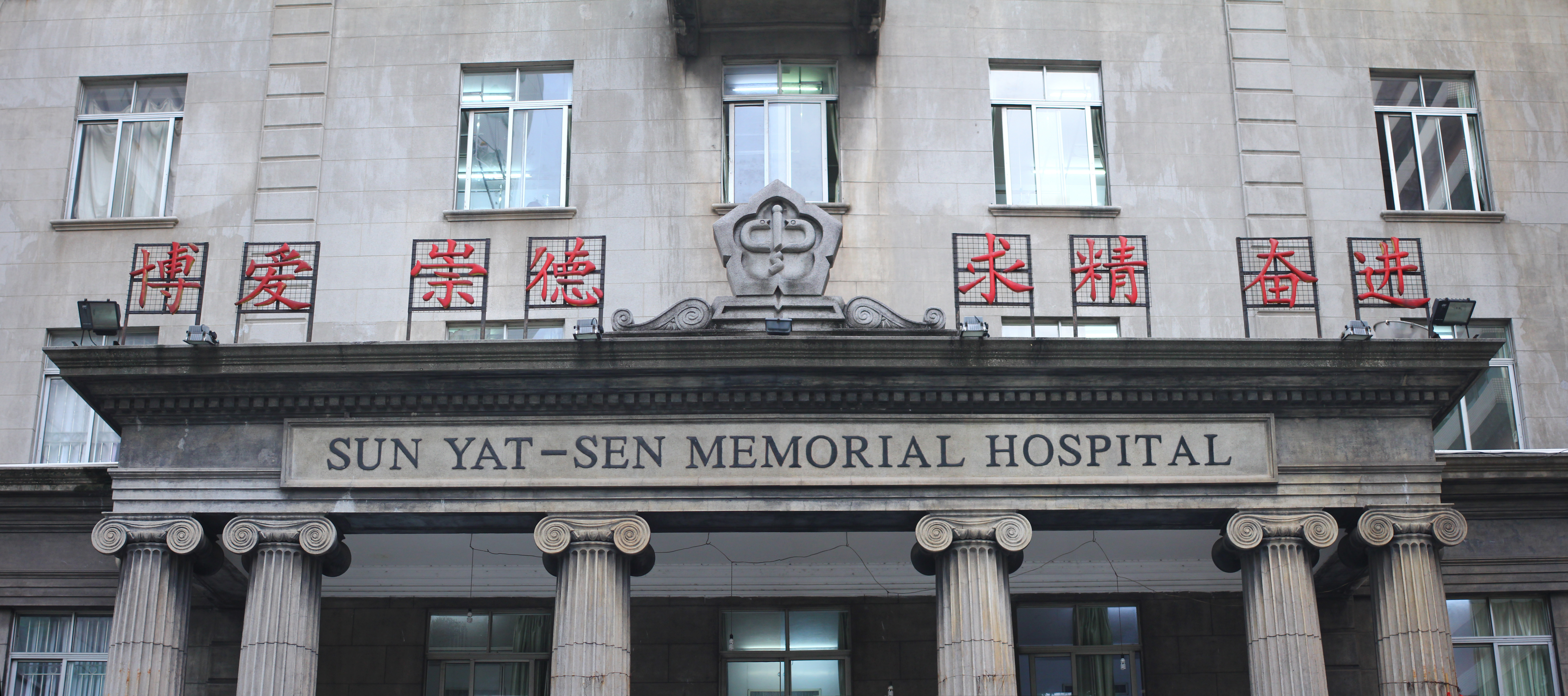
孙逸仙纪念医院博濟樓正面。

## 院区分布

### 直属院区
- 北院区（主院区）：广州市越秀区人民街道沿江西路107号
- 南院区：广州市海珠区瑞宝街道盈丰路33号
  - 南校园门诊部（中山大学广州校区南校园门诊部）
- 花都院区（中山大学附属仁济医院）：广州市花都区新雅街道镜湖大道11号
- 海珠湾院区：广州市海珠区，建成后将作为未来主院区

### 代管的医院
- 深汕院区（汕尾市中心医院）：汕尾市城区东涌镇站前横二路1号

## 歷史沿革

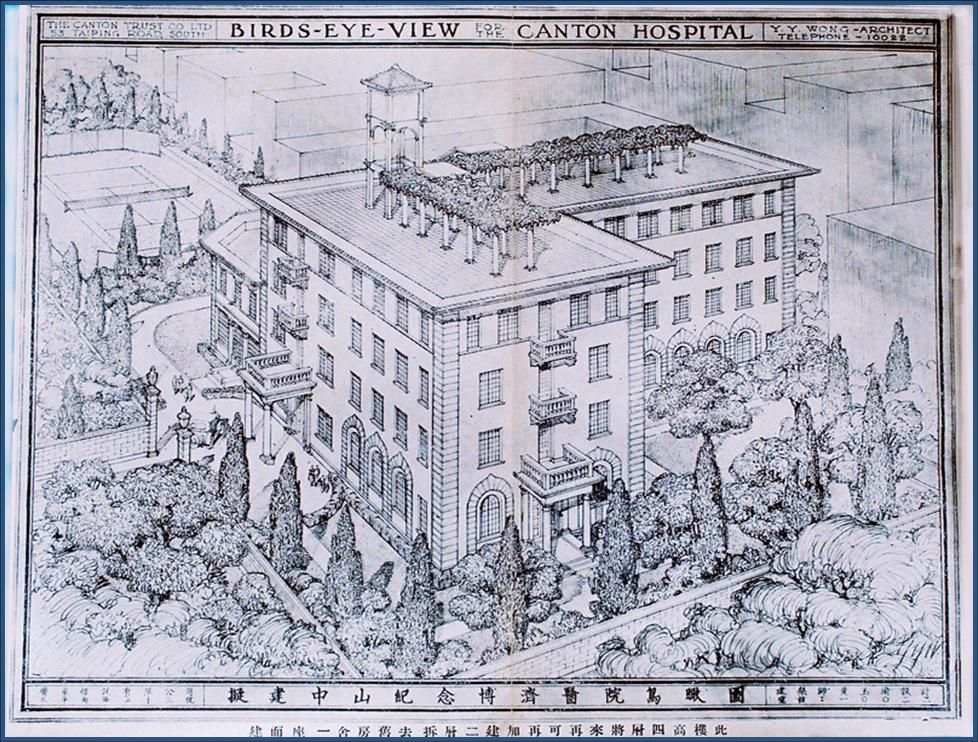
《擬建中山紀念博濟醫院鳥瞰圖》，新醫院大樓由建築師黃玉瑜先生（Yook Yee Wong）設計。

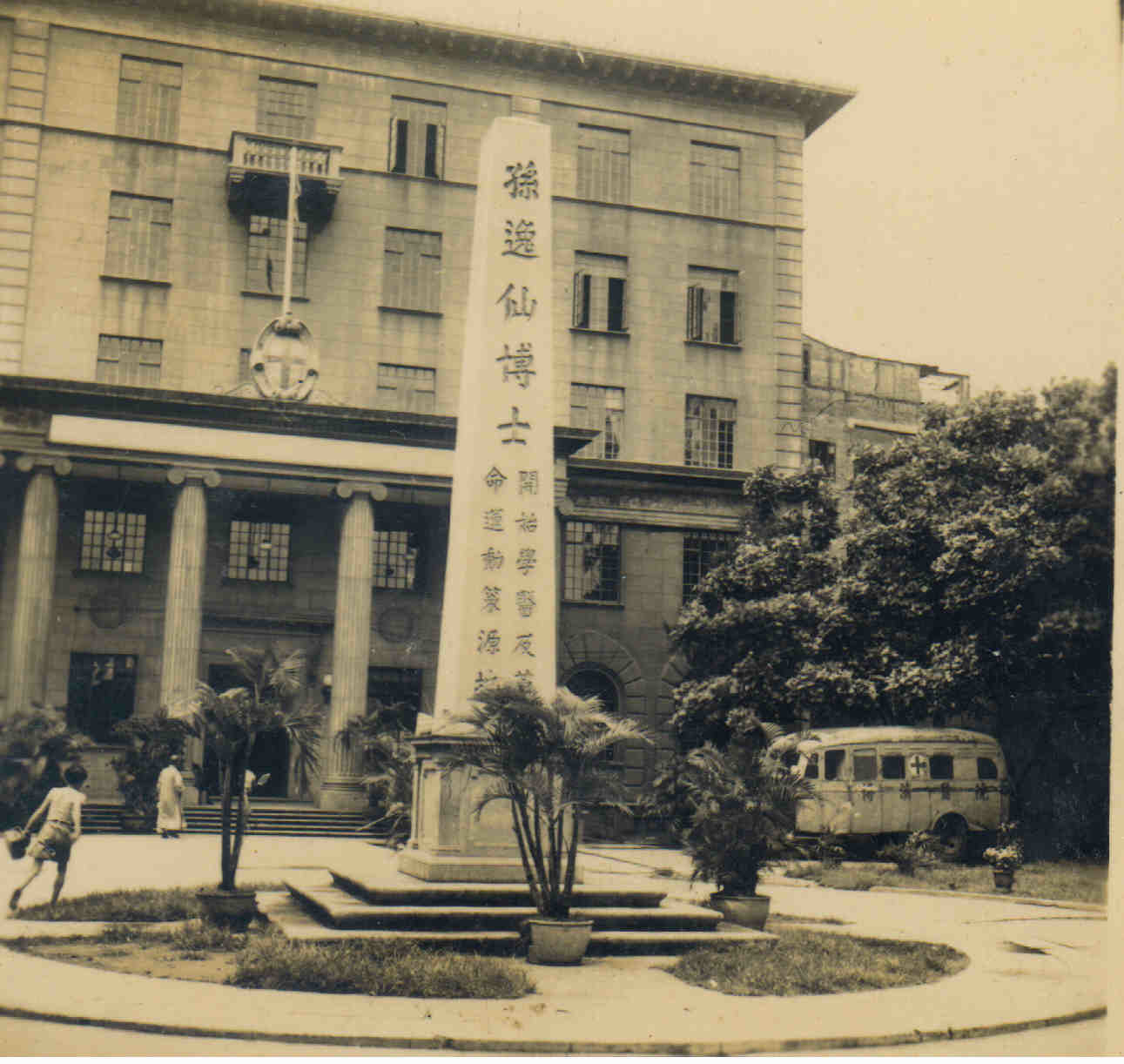
私立嶺南大學孫逸仙博士醫學院，可見大樓前方停泊有博濟醫院的救護車。

1830年美国公理会派遣裨治文前往广州。1834年又派传教医师伯驾到广州联合当时巨富伍秉鉴的10万两白银的捐献。1835年11月4日，中山大学孙逸仙纪念医院的前身——“眼科医局”（又称新豆栏医局）在广州十三行新豆栏街正式成立并对外开诊，设有接待室、诊断室、配药室、手术室、观察室，能容纳200人候诊，规模超过郭雷枢的诊所。由于医术先进，免费为穷人治病，求医者日益增多。眼科医局是博济医院的前身。
郭雷枢于1836年发表了《任用医生在华传教商榷书》，首倡用治病的方式在华传教，主张教会多遣传教医师来华。并与伯驾、裨治文三人联名，发起组织医学传道会。1838年2月21日，医学传道会成立。郭雷枢任主席，伯驾、裨治文等任副主席。从此传教活动以医学传道会为依托。
1840年鸦片战争爆发，眼科医局停业。1842年11月，医局重新复业，已不限于眼科，改为综合性医院。此后，教会医院都设置专职或兼职神甫牧师，进行布道活动。
19世纪50年代，伯驾将医局交由嘉约翰主掌。1856年第二次鸦片战争时期，医局焚于战火。1858年嘉约翰在在南關增沙街租一华人住宅，改装为医局，1859年5月重新开业，正式定名为博濟（Pok Tsai）醫局。1866年遷仁濟大街（即孫逸仙紀念醫院現址），定名博濟醫院。
此后数十年间，医院不断改进，至1935年医院百年时，总共为200多万名病人做过治疗，受外科治疗者达20多万人，占总数10%。
博济医院与医学传道相结合，19世纪上半期曾是欧美各国教会派遣传教士到华行医传教的主要渠道。在推动现代医学在华发展起到了巨大的作用。外国遣华传教士多为医学传道会成员，也是博济医院的人员，他们的活动不限于广州一地，在广东省内外都留下了足迹。博济医院通过传教医生及医院培养出来的学生，产生了巨大的辐射作用。
1953年8月中國高等院校院系調整，醫院易名為華南醫學院附屬二院。醫學院與國立中山大學醫學院合併，使用中山二路的原國立中大校舍教學，從此該處只剩下醫院。1956年院校易名，醫院易名為廣州醫學院附屬二院。1957年3月，廣州醫學院易名中山醫學院，醫院為附屬第二醫院。1985年6月，中山醫學院易名中山醫科大學，醫院為附屬第二醫院；11月，由中國衛生部命名為中山醫科大學孫逸仙紀念醫院。現舊大門上的題字由莫珉府所書。
2001年10月26日，中山大學與中山醫科大學合併，醫院命名為中山大學附屬第二醫院。2002年1月18日，医院南院区正式开业。2006年8月4日，医院南院区病房综合楼获得卫生部批准立项。2006年12月28日，医院南院区取得广州市国土局颁发的《国有土地许可证》，成为建筑用地的合法业主。2010年3月26日，医院南院区病房综合楼奠基。2010年3月30日，醫院更名為中山大學孫逸仙紀念醫院。2013年3月18日，医院南院区病房综合楼实现主体结构封顶。2015年5月18日，医院南院区病房综合楼（逸仙楼）搬迁工作正式启动。2015年6月4日，医院南院区病房综合楼（逸仙楼）新手术室第一台手术顺利完成。2015年11月1日，医院南院区病房综合楼（逸仙楼）正式开业。2024年12月18日，医院花都院区正式开业。

## 事件

### 医保病人管理的违规
2007年9月，广州市医保管理部门发现中山二院医保病人管理存在挂床住院、分解住院、降低入院标准收治病人、分解结算住院费用、不合理诊疗、门特病历管理和工伤及生育保险等问题，其中主要问题为挂床住院和分解住院。9月19日，广州市社保局向中山二院发出穗医管[2007]63号文《关于中山大学附属第二医院违反广州市社会保险医疗服务协议规定处理意见的通知》，自9月26日起至12月25日暂停中山二院院本部及南院2007年社保年度医疗保险门诊及住院医疗服务协议三个月。

### 乳腺外科患癌事件
2009年，醫院的乳腺肿瘤中心实验室启用。2023年11月初，中山大学孙逸仙纪念医院实验室被爆“多名学生患癌”。11月8日，中山二院发布情况说明，表示近年在乳腺肿瘤中心实验室工作、学习过的人员中有3名罹患癌症，其中2名现为该院乳腺外科医生；另外1名不是该院职工或学生，为外地来院进修人员，并称3人皆是在2023年确诊癌症。齐鲁晚报记者与一位確診癌症患者的家属取得联系，证实该患者在確診癌症後被其導師苏士成移除出课题组微信群。中山二院同时表示欢迎有关部门组织第三方机构进行评估调查，但网上有消息表示癌症患者所在的实验室已经在11月8日拆除。醫院工作人员對此回應表示实验室被拆只是中山大学例行的消防检查，而且检修的日子恰巧就定在11月8日。

## 建築
- 博濟樓（嶺南醫學院）
- 中山樓
- 嶺南樓
- 仁济堂（檢驗中心）

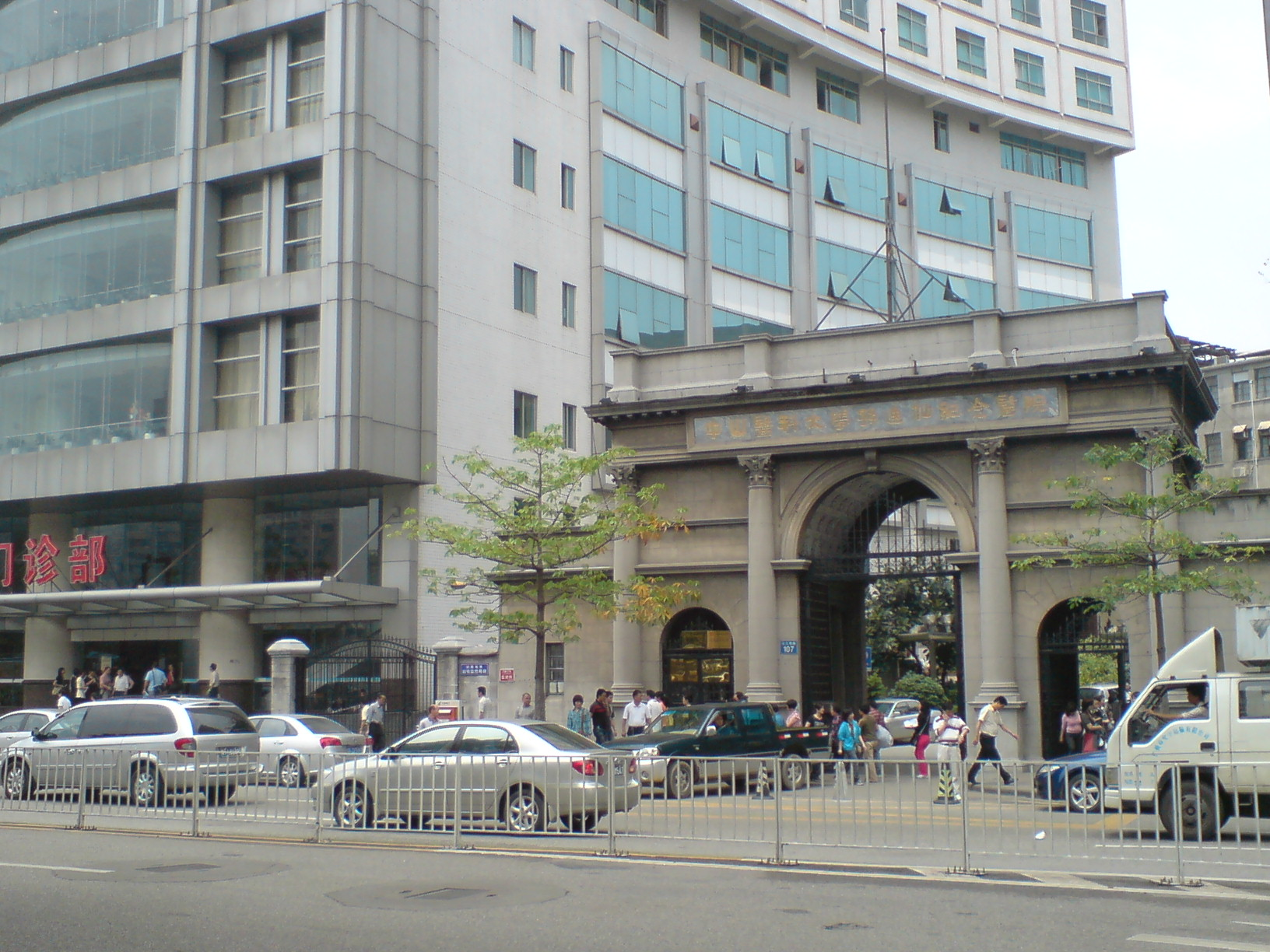
医院院本部正门

- “孙逸仙博士开始学医及革命运动策源地”纪念碑

## 交通

### 北院区
巴士站：
- 愛群大厦站：1、57、58、61、64、128、131A、134、208、219、236、281、旅游2线、旅游公交2线、夜31
- 人民南路站：31、102、103、106、110、128、134、186、209、217、556、823
- 一德西站：4、8、61、夜16、夜6、86、134

地铁站:
- █6号线 一德路站

### 南院区
- █2号线 东晓南站

### 花都院区
- █9号线 清㘵站